# 424P/La Sagra
424P/La Sagra è una cometa periodica appartenente alla famiglia delle comete gioviane. La cometa è stata scoperta il 23 settembre 2012 , la sua riscoperta il 6 giugno 2021 ha permesso di numerarla .

## Caratteristiche orbitali
L'orbita della cometa presenta la caratteristica di avere piccole MOID con la Terra e col pianeta Marte: il 29 settembre 1966 la cometa passò a sole 0,344 U.A. dalla Terra e il 13 ottobre 1975 a sole 0,034 U.A. da Marte.